# Aldabrai drongó
Az aldabrai drongó (Dicrurus aldabranus) a madarak osztályának verébalakúak (Passeriformes) rendjébe és a drongófélék (Dicruridae) családjába tartozó faj.

## Rendszerezése
A fajt Robert Ridgway amerikai ornitológus írta le 1893-ban.

## Előfordulása
A Seychelle-szigetekhez tartozó Aldabra területén honos. Természetes élőhelye a szigeten található trópusi mangrove erdő és a sziget belsejében található bozótos. Állandó, nem vonuló faj.

## Megjelenése
Testhossza 28-29 centiméter.

## Életmódja
Rovarokkal táplálkozik.

## Természetvédelmi helyzete
Az elterjedési területe kicsi, egyedszáma viszont stabil, nagyjából 1000 egyede élhet a szigeten. A Természetvédelmi Világszövetség Vörös listáján mérsékelten fenyegetett fajként szerepel.

## További  információk
- Képek az interneten a fajról
- Xeno-canto.org - a faj hangja és elterjedési területe